# Miconia sintenisii
Miconia sintenisii är en tvåhjärtbladig växtart som beskrevs av Célestin Alfred Cogniaux. Miconia sintenisii ingår i släktet Miconia och familjen Melastomataceae. Inga underarter finns listade i Catalogue of Life.